# Lepthyphantes afghanus
Lepthyphantes afghanus este o specie de păianjeni din genul Lepthyphantes, familia Linyphiidae, descrisă de Denis, 1958.
Este endemică în Afghanistan. Conform Catalogue of Life specia Lepthyphantes afghanus nu are subspecii cunoscute.